# The History of Mr Charles Fitzgerald and Miss Sarah Stapleton
 (juillet 2020).
The History of Mr Charles Fitzgerald and Miss Sarah Stapleton (Dublin, 1770) est un roman satirique, publié sans nom d'auteur par le libraire catholique James Hoey Junior, l'éditeur de la fiction en prose de langue anglaise en Irlande au cours du troisième quart du XVIIIe siècle.

## Contexte
Il y a très peu de publications de fiction « catholique » au XVIIIe siècle en anglais, car des lois anti-catholiques sont appliquées : la loi sur le papisme de 1698. En Irlande, un pays à prédominance catholique romaine, l'émergence d'une classe moyenne aisée a favorisé le développement d'un lectorat catholique anglophone, en particulier à Dublin. En 1735, le libraire catholique James Hoey Senior a ouvert une bibliothèque de prêt de romans à Dublin, et c'est son fils, James Hoey Junior, qui en 1770, a publié The History of Mr Charles Fitzgerald and Miss Sarah Stapleton, un roman satirique et parodique, très subversif.